# (27120) Isabelhawkins
(27120) Isabelhawkins est un astéroïde de la ceinture principale.

## Description
(27120) Isabelhawkins est un astéroïde de la ceinture principale. Il fut découvert le 28 novembre 1998 à Cocoa par Ian P. Griffin. Il présente une orbite caractérisée par un demi-grand axe de 2,42 UA, une excentricité de 0,18 et une inclinaison de 2,3° par rapport à l'écliptique.

## Compléments